# Bertila de Chelles
Bertila de Chelles (Soissons, siglo VII - Chelles, 705), fue una religiosa francesa, venerada como santa cristiana, se celebra el 5 de noviembre.

## Biografía
Bertila, de familia ilustre, había sido monja en la abadía de Jouarre durante diez años, cuando la reina Batilda, regente y viuda del rey Clodoveo II, la puso al frente del monasterio que fundó en Chelles entre 657 y 660, cerca del Marne, en la diócesis de París.
Poco después, alrededor del 665, Batilda fue depuesta y enviada a la misma abadía de Chelles, donde permaneció hasta el final de sus días. Bertila le sobrevivió durante unos treinta años y fue abadesa de Chelles hasta su muerte.